# Марк Брюнель
Марк Ізамба́р Брюне́ль (фр. і англ. Marc Isambard Brunel; 25 квітня 1769 — 12 грудня 1849) — англійський інженер і винахідник французького походження. Батько корабельного інженера Ісамбарда Кінгдома Брунеля.

## Біографія
Марк Брюнель народився 25 квітня 1769 року у Аквілі (Нормандія) у родині дрібного земельного власника. Отримав початкову освіту в Жізорській колегії (фр. Gisors), а після цього в Семінарії в Нікеза, очевидно під тиском батька, який ладив йому духовну кар'єру. Але Марк, цікавився математикою і механікою й у 1786 році вступив на службу до французького флоту, оскільки батько не дозволяв йому бути інженером. Шість років він служив у Вест-Індії (Америці). На батьківщину повернувся 1792 року, під час Великої французької революції.
Через політичні обставини (прибічник короля) емігрував у 1793 році до США, де працював інженером-будівельником (з 1796 року — головний інженер Нью-Йорка). Зайнявся вивченням механіки і споріднених з нею наук; побудував театр і започаткував побудову гарматного ливарного заводу і портових укріплень.
У 1799 році він переселився в Англію, де і залишився. У 1806 році Брюнель отримав нагороду в 20 000 фунтів стерлінгів за винахід механізму блоків для застосування на флоті. Побудував для адміралтейства пиляльний млин в Чатемі.
У 1824—1843 роках за його проектом був пройдений тунель під Темзою у Лондоні. 1829 році нагороджений орденом Почесного Легіону. У 1841 році удостоєний лицарського титулу. Помер у Лондоні 13 грудня 1849.
Вінцем його слави були винахід прохідницького щита і спорудження з його допомогою тунелю під Темзою, чудового витвору інженерного мистецтва.
Одного разу Брюнель спостерігав за тим, як корабельний черв'як прокладає дорогу в твердій дубовій трісці. Брюнель зауважив, що тільки лише голова маленького молюска покрита жорсткою раковиною. За допомогою її зазубрених країв черв'як свердлив дерево. Заглиблюючись, він залишав на стінках ходу гладкий захисний шар вапна. Взявши цей принцип за основу, Брюнель запатентував великий чавунний прохідницький щит, який проштовхують під землею домкратами. Гірники прибирали з щита вибурену землю, а сам щит охороняє від обвалу породи. Щит поглиблюється в породу, а інші робочі зміцнюють утворений тунель цегляною кладкою.
Проект тунелю під Темзою Брюнель розробив ще в 1819 році. Роботи ж почалися тільки з 1825 році і після величезних труднощів були закінчені в 1842 році. Цей тунель став першим підводним тунелем, прокладеним в м'якому ґрунті.
Брюнель був віце-президентом Королівського лондонського товариства наук — рідкісна честь для іноземця.
Марк Ізамбард Брюнель помер 12 грудня 1849 в місті Лондоні. Похований на кладовищі Кенсал-Грін у Лондоні.

## Проекти
- Розвідні мости для Ліверпульського порту (1823)
- Плавучі пристані для Ліверпульського порту (1826)
- Тунель під Темзою у Лондоні (1824—1843)

## Винаходи
- Круговий верстат для в'язання панчіх («tricoteur»), 1816 рік
- Верстат для змотування бавовняної пряжі в клубки
- Копіювальна машина для креслеників
- Верстат для виробництва аптекарських дерев'яних коробочок
- Верстат для виробництва цвяхів
- Технологія виробництва станіолю
- Удосконалення процесу виробництва стереотипних друкарських форм
- Прохідницький щит (1824 рік)

## Родина
- Дружина — Леді Софія Кінгдом-Брюнель (1775—1855)
- Син — Ізамбард Кінгдом Брунель (1806—1859), інженер